# 潼关荡镖水蚤
潼关荡镖水蚤（学名：Neutrodiaptomus tungkwanensis）为镖水蚤科荡镖水蚤属的动物，是中国的特有物种。分布于陕西等地，多栖息于水库中0.5至5米深的水层内。